# Debrah Farentino
Debrah Farentino (Lucas Valley-Marinwood, 30 september 1959), geboren als Deborah Mullowney, is een Amerikaanse actrice, filmproducente en model.

## Biografie
Farentino doorliep de high school aan de Miller Creek Junior High School en Terra Linda High School, beide in San Rafael (Californië). Hierna studeerde zij af aan de Universiteit van Californië - Los Angeles. Voordat zij begon als actrice was zij model.
Farentino was sinds 1979 vier keer getrouwd. Uit het derde en vierde huwelijk heeft ze een kind.

## Filmografie

### Films
- 2001 Three Blind Mice – als Josie Leeds
- 1997 Sisters and Others Strangers – als Renee Connelly
- 1996 Wiseguy – als Emma Callendar
- 1996 A Mother's Instinct – als Holly Mitchell
- 1994 Dead Air – als Karen / Laura
- 1994 XXX's & OOO's – als Pam Randall
- 1994 Menendez: A Killing in Beverly Hills – als Judalon Smyth
- 1993 Malice – als verpleegster Tanya
- 1993 Son of the Pink Panther – als prinses Yasmin
- 1992 Back to the Streets of San Francisco – als Sarah Burns
- 1991 Bugsy – als meisje in lift
- 1991 The Whereabouts of Jenny – als Liz
- 1989 Mortal Sins – als Laura Rollins
- 1989 The Revenge of Al Capone – als Jennie
- 1988 She Was Marked for Murder – als Claire Porter
- 1988 Cellar Dweller – als Whitney Taylor

### Televisieseries
Uitgezonderd eenmalige gastrollen.
- 2006-2012 Eureka – als Beverly Barlowe – 25 afl.
- 2008-2009 Eli Stone – als Ellen Wethersby – 4 afl.
- 2005-2006 Wildfire – als Isabelle Matia-Paris – 5 afl.
- 2004 The Division – als Dr. Annabel Curran Meade – 2 afl.
- 1999-2002 Get Real – als Mary Green – 22 afl.
- 2001-2002 The District – als Claire Debreno – 2 afl.
- 1999 Storm of the Century – als Molly Anderson – 3 afl.
- 1997 Total Security – als Jody Kiplinger – 13 afl.
- 1996-1997 EZ Streets – als Theresa Connors – 9 afl.
- 1994-1995 Earth 2 – als Devon Adair – 21 afl.
- 1994 NYPD Blue – als Robin Wirkus – 6 afl.
- 1990-1991 Equal Justice – als Julie Janovich – 26 afl.
- 1989 It's Garry Shandling's Show – als Debrah – 2 afl.
- 1987-1988 Hooperman – als Susan Smith – 22 afl.
- 1984-1987 Capitol – als Sloan Denning Clegg Mamoud – 6 afl.

### Filmproducente
- 2017 Trouble Creek - televisieserie - 7 afl.
- 2016 Tango on the Balcony - korte film

- Biblioteca Nacional de España: XX1726548
- Bibliothèque nationale de France: cb14176322x (data)
- International Standard Name Identifier: 0000 0001 1948 842X
- Library of Congress Control Number: no94018727
- Nationale Bibliotheek van Tsjechië: pna2011622980
- Nationale Bibliotheek van Polen: a0000001634239
- Virtual International Authority File: 39586362
- WorldCat: E39PBJpV3jFfVtkQvpBwjwpQMP